# Sweet Love (canção de Espen Lind)
"Sweet Love" foi a segunda música de trabalho do álbum Army of One do cantor norueguês Espen Lind, lançado em 2008.

## Divulgação
A primeira vez que Lind apresentou a música foi como convidado em um show do cantor Jon Lord na cidade de Trondheim, Noruega, em 7 de janeiro de 2008.
Posteriormente, a canção foi incluída em seu quarto álbum de estúdio, que teve como primeiro single a faixa "Scared of Heights" e chegou ao primeiro lugar da parada norueguesa.